# Iugani, Iași
Iugani este un sat în comuna Mircești din județul Iași, Moldova, România.

## Poziție
Satul Iugani face parte din comuna Mircești, jud. Iași. Este situat pe terasa superioară dintre cursul inferior al Moldovei și Siret, la extremitatea vestică a județului Iași, la 4 km depărtare, spre nord-vest, de bifurcația rutieră Castelul de apă de pe șoseaua europeană Roman-Suceava.

## Istorie
Satul a fost atestat documentar încă din secolul al XVI-lea, la 24 aprilie 1520. Satul vechi Iugani a fost în Valea Siretului, la poalele terasei superioare, acolo unde astăzi este gruparea de case din punctul „Doi Lei”. Harta comandamentului armatei rusești din Moldova 1835 are două localități cu numele de Iugani: Iuganii din deal cu 56 de gospodării și Iuganii din vale cu 5-20 gospodării. La 30 iulie 1581 satul a fost trecut în posesiunea Maricăi, jupâneasa lui Ion Vodă cel Cumplit, împreună cu satul Tămășeni. Pe la începutul anului 1640 Vasile Lupu, cu un act dat în anii 1639 și 1640 donează satele Iugani și Răchiteni mănăstirii sale, proaspăt zidită, Trei Ierarhi din Iași. Satul a rămas în posesia mănăstirii până la secularizare.
Populația sa era în anul 1912 de 600 de locuitori, în 1960 de 1.459 de locuitori, iar în anul 1977 de 1.711 locuitori.